# Chalcopsitta
Chalcopsitta – rodzaj ptaków z podrodziny dam (Loriinae) w rodzinie papug wschodnich (Psittaculidae).

## Zasięg występowania
Wszystkie ptaki z tego rodzaju zasiedlają zadrzewione obszary Nowej Gwinei, kilku wysp u jej zachodnich wybrzeży oraz Wysp Aru.

## Charakterystyka
Długość ciała 31–32 cm; masa ciała 180–260 g. Są to średnie ptaki, wszystkie mają dosyć długi, zaokrąglony na końcu ogon. Przy dolnej połowie dzioba fragment nieopierzonej skóry. Jako rodzaj znacznie różnią się wyglądem. Brak albo mało widoczny dymorfizm płciowy. Samica ma mniejszą głowę i dziób. Młode ptaki przypominają dorosłe.
Żaden z zasięgów gatunków z tego rodzaju nie zachodzi na siebie. Podczas sezonu lęgowego są bardzo agresywne. Żadna z nich nie jest narażona na wyginięcie.

## Systematyka

### Etymologia
- Chalcopsitta (Chalcopsittacus): gr. χαλκος khalkos „brązowy”; nowołac. psitta „papuga”, od gr. ψιττακη psittakē lub ψιττακος psittakos „papuga”[7].
- Moniapura: prawdopodobnie od gr. μονιας monias „samotny”; πυρ pur, πυρος puros „ogień”[8]. Gatunek typowy: Chalcopsittacus duivenbodei A.J.C. Dubois, 1884.

### Podział systematyczny
Do rodzaju należą następujące gatunki:
- Chalcopsitta duivenbodei A.J.C. Dubois, 1884 – lora oliwkowa
- Chalcopsitta atra (Scopoli, 1786) – lora czarna
- Chalcopsitta scintillata (Temminck, 1835) – lora zielona